# Акацияс
Акацияс (латыш. Akācijas) — населённый пункт в Добельском крае Латвии. Входит в состав Кримунской волости. Находится на правом берегу реки Ауце, в 3 км к юго-востоку от волостного центра. По данным на 2015 год, в населённом пункте проживало 174 человека.

## История
В советское время населённый пункт входил в состав Кримунского сельсовета Добельского района. В селе располагалась центральная усадьба колхоза им. Ленина.